# Флавий Енодий Месала
Флавий Енодий Месала (на латински: Flavius Ennodius Messala) e римски политик по времето на остготите в Италия през началото на 6 век.
Произлиза от старата римска фамилия Аниции и е син на Аниций Проб Фауст (консул 490 г.) и Стефания. Брат е на Руфий Магн Фауст Авиен (консул 502 г.) и роднина на поета Магн Феликс Енодий.
През 506 г. той е консул на Запад заедно с Ареобинд Дагалайф Ареобинд в Източната Римска империя.